# Шведчина
Шве́дчина — село в Україні, у Семенівській міській громаді Новгород-Сіверського району Чернігівської області. Площа населеного пункту становить 0,34 км². Населення — 0 осіб. До 2017 орган місцевого самоврядування — Старогутківська сільська рада.

## Історія
За розповідями старожилів села Шведчини (згадується як хутір Шведський у 1779 році) Семенівського району, їхній населений пункт з’явився на місці розташування шведського лазарету (за іншою версією, воно утворилося з укріплення, облаштованого каролінцями в 1708 році). У Шведчині й досі є Шведська криниця («на Паску туди за водою ходили, це на виході із села»). Поряд цього села та Радомки у другій половині XVIII століття працював у лісі на річці Слот винокурний завод, «Шведський», який складався із загати з «1 амбаром о 2 колах», самого виробництва «о 24 котлах и о 3 заторных» та 4 «простих изб для пребывания работникам и пастухам, кои все присылаеми бывают на небольшое время из сел сей же волости». Так само в ті часи у цій місцині стояв великий Шведський дубовий ліс, який заготовляли та постачали навіть для Чорноморського флоту (дані за 1827 рік).
У списку наявних у Малоросійській губернії селищ та хуторів за 1799–1801 роки Шведчина не згадується, але поблизу Радомки фіксується «деревня Калєка» зі 174 душами населення (Описи Лівобережної України кінця XVIII – початку ХІХ ст. К.: Наукова думка, 1997. С. 140). За даними за 1866 рік її вже нема, натомість при ручаї Лубні записаний знову хутір Шведський (Шведчина) з 23 дворами, в яких проживало 76 чоловіків та 81 жінка (Списки населенных мест Российской империи. XLVIII. Черниговская губерния (по сведениям 1859 года). – СПб., 1866. – С. 157). Можливо, в ті часи хутір мав подвійну назву. «Калєкою» його могли прозвати через поранених шведів-вояків, які тут прижилися.
12 червня 2020 року, відповідно до Розпорядження Кабінету Міністрів України № 730-р «Про визначення адміністративних центрів та затвердження територій територіальних громад Чернігівської області», увійшло до складу Семенівської міської громади.
19 липня 2020 року, в результаті адміністративно-територіальної реформи та ліквідації Семенівського району, село увійшло до Новгород-Сіверського району.

## Населення
За переписом 2001 року в селі мешкало 68 осіб. Станом на 2020 рік в селі немає жителів. Останніх мешканців забрали родичі в інші населені пункти.

## Галерея

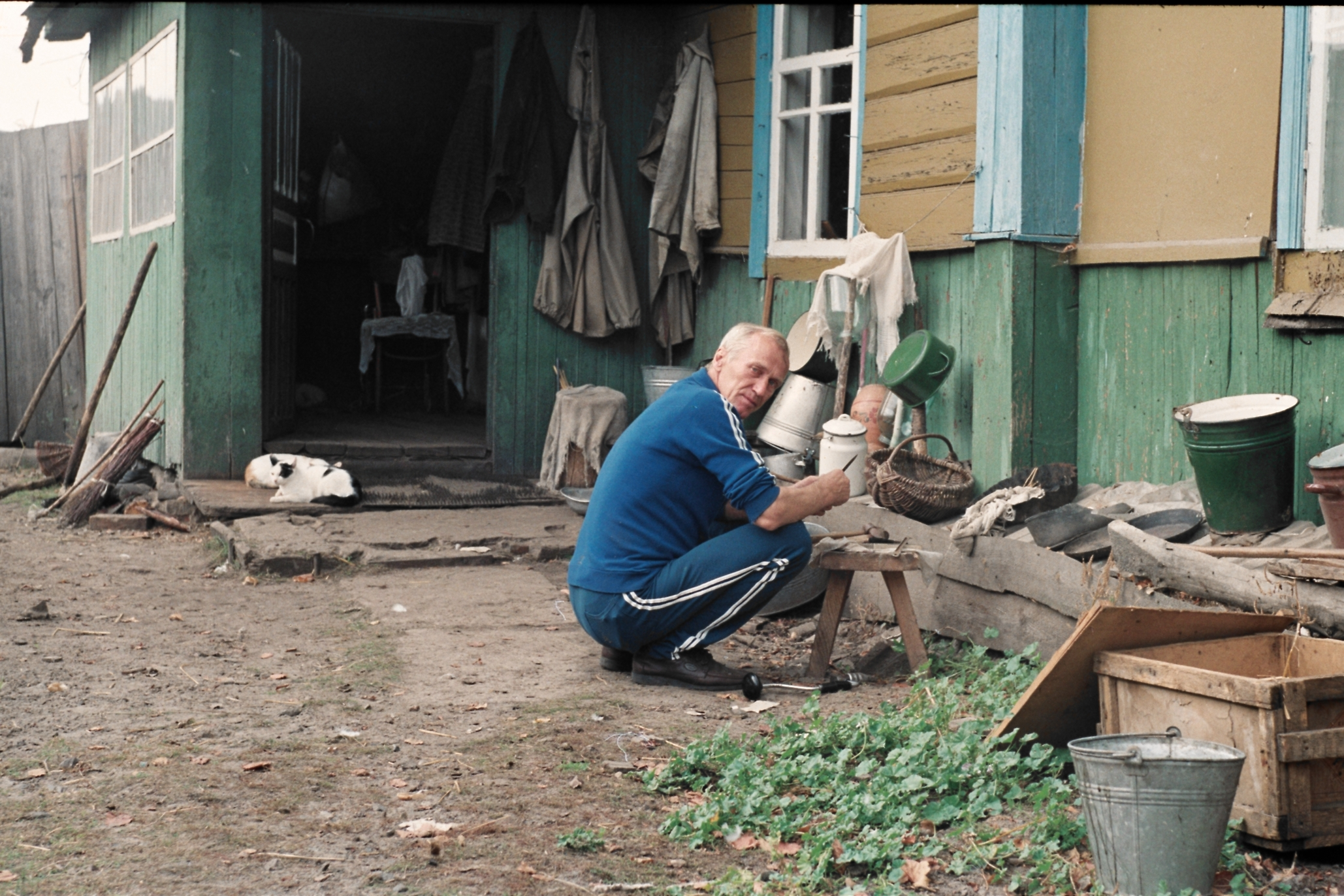
Житель села у 1994 році
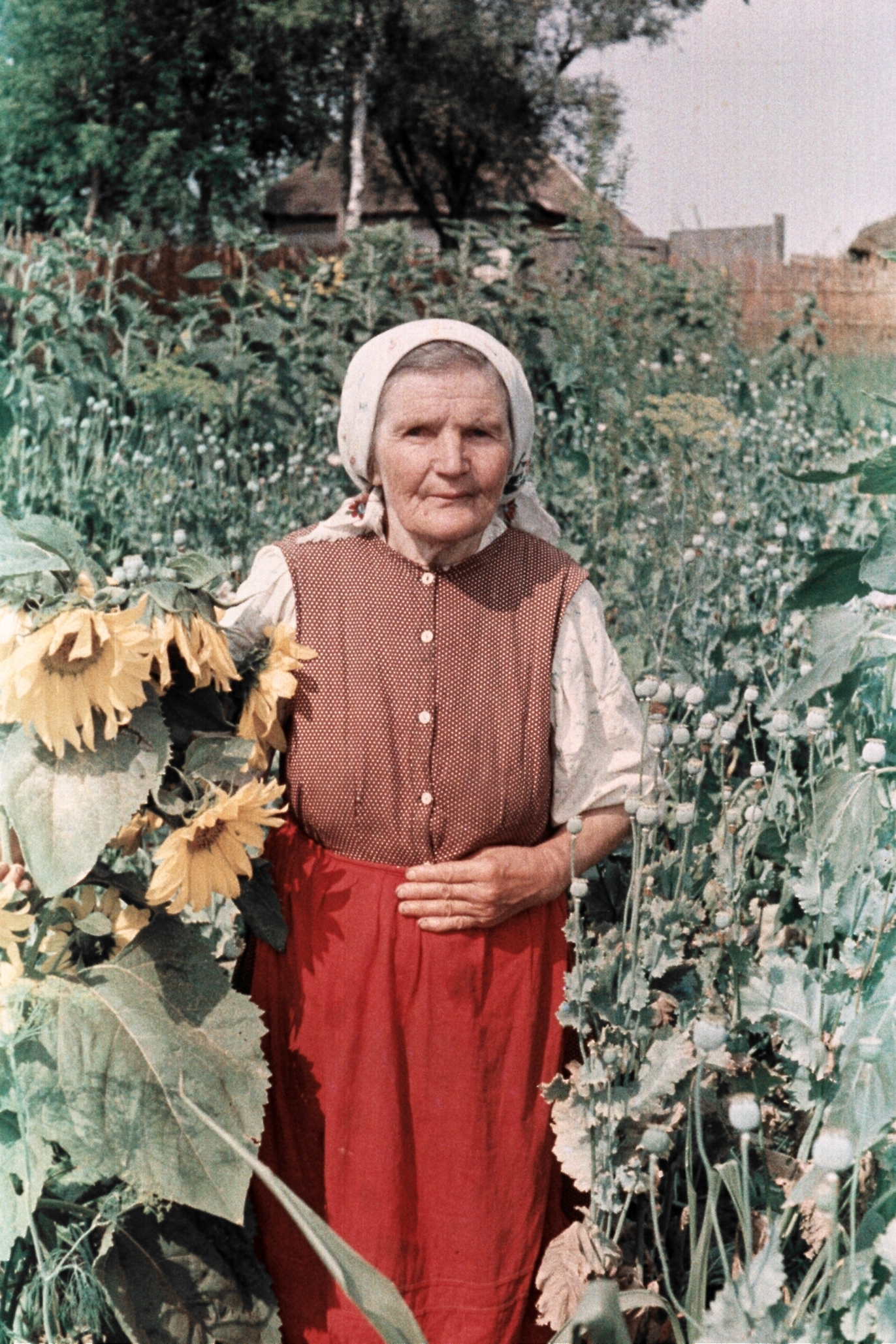
Жителька села у 1960-ті
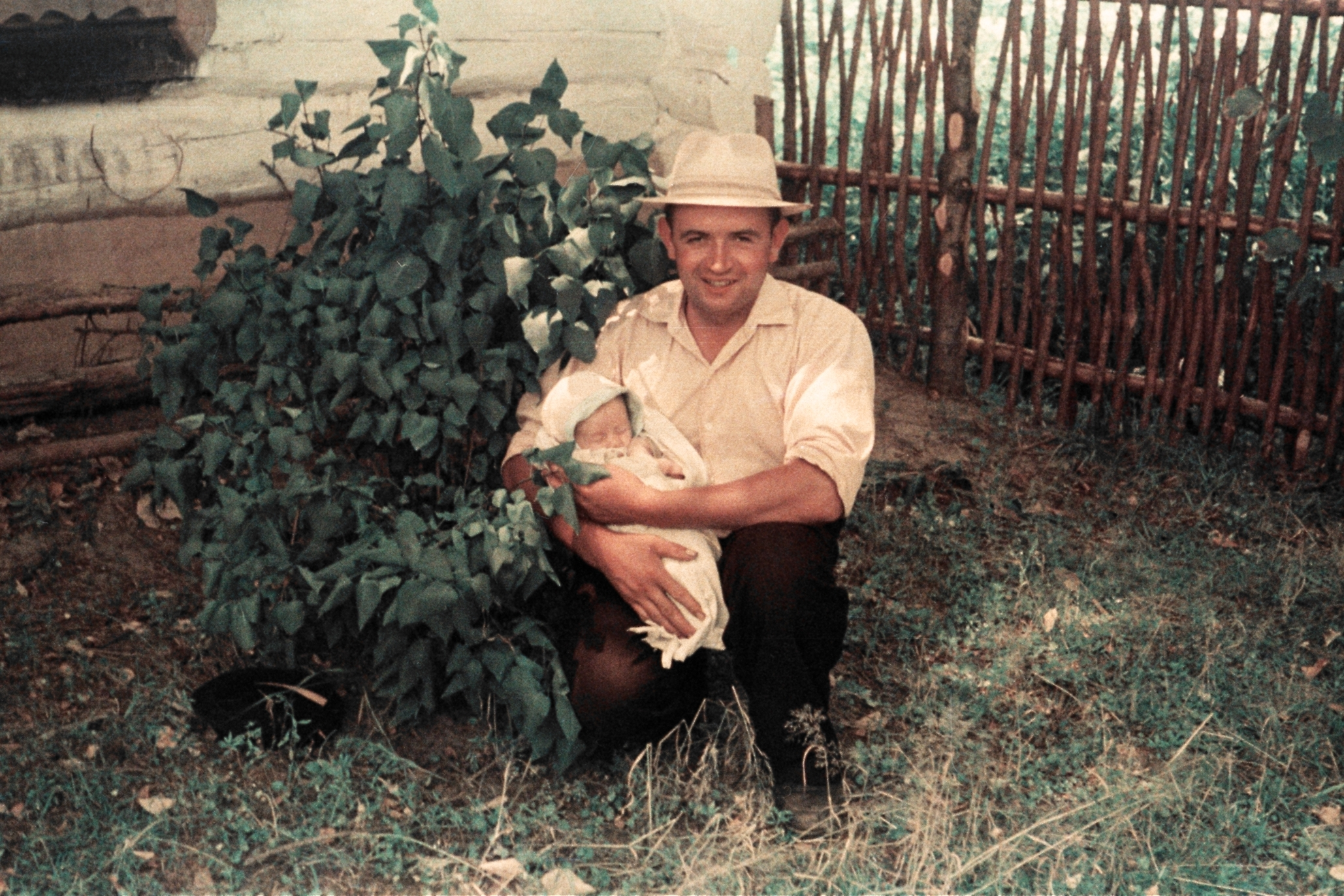
Чоловік із дитиною
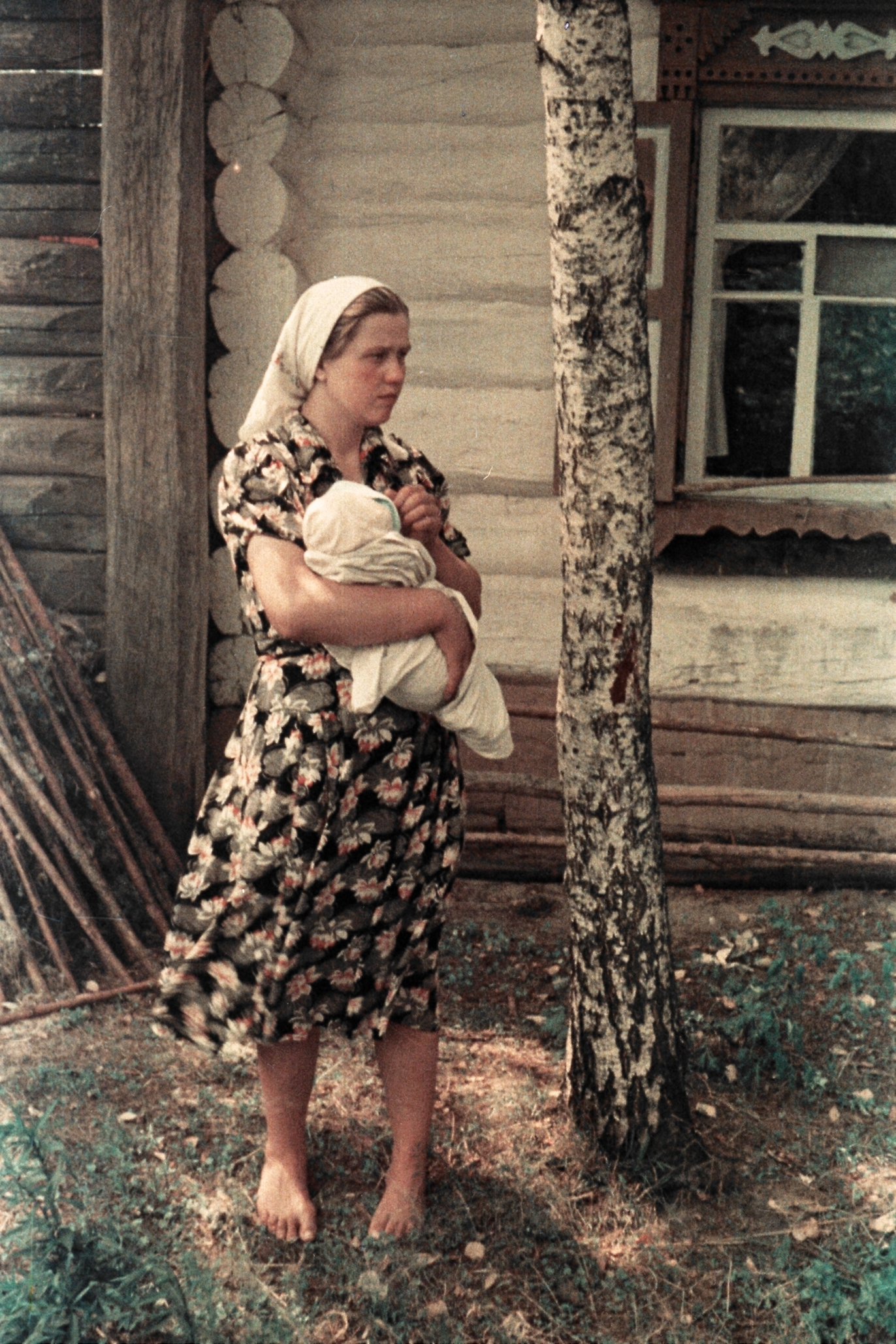
Жінка у 1960-ті
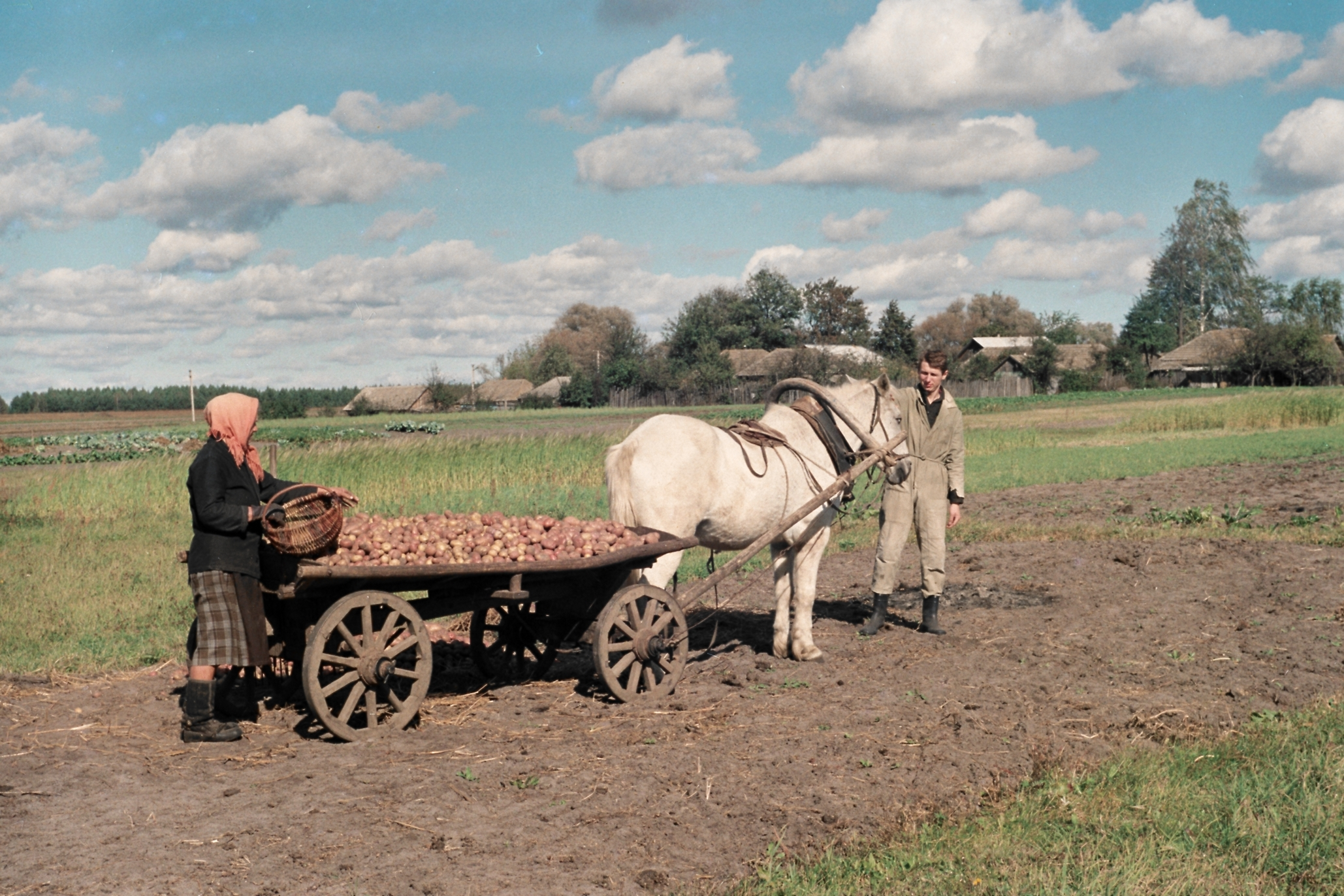
Копання картоплі в 1994
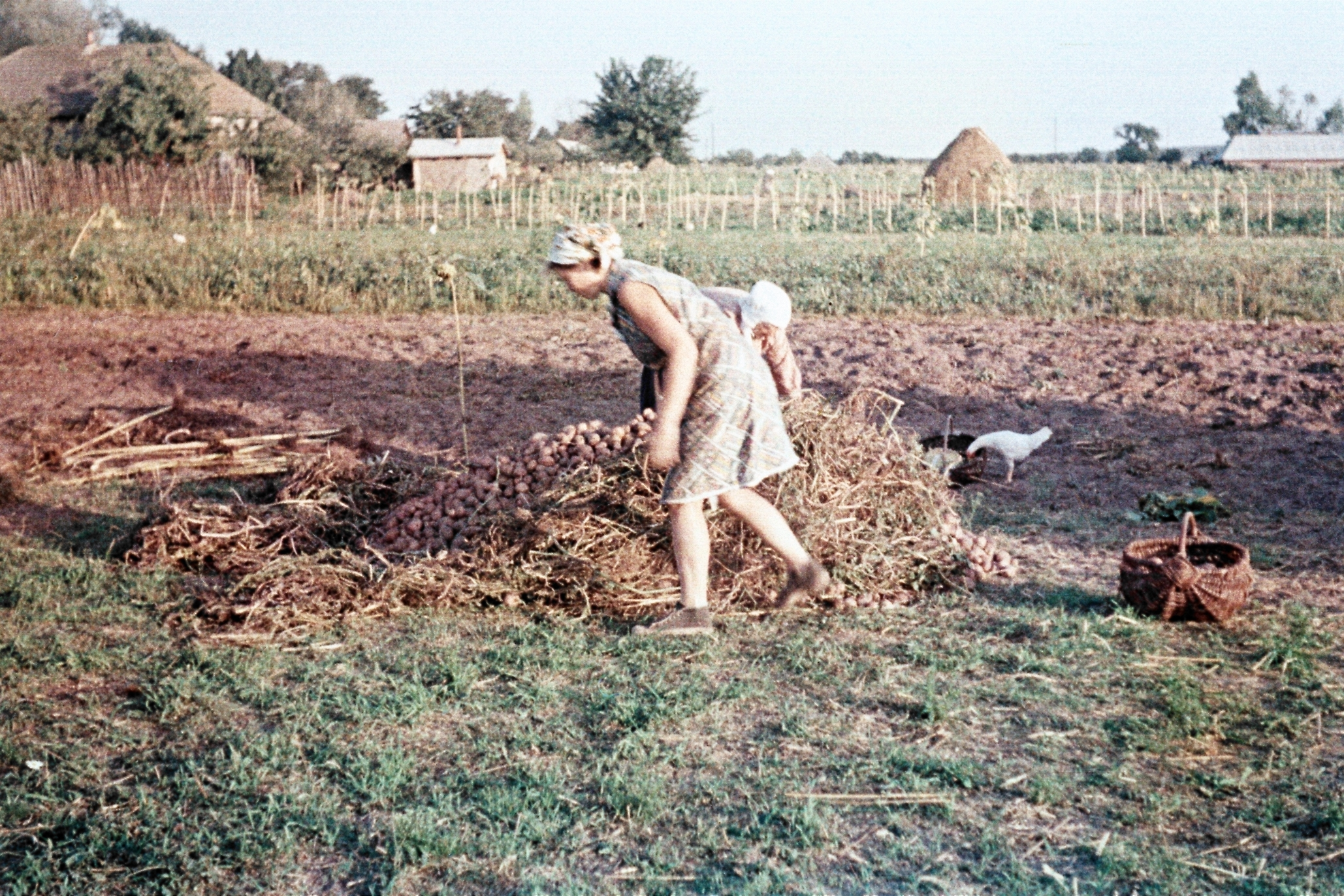
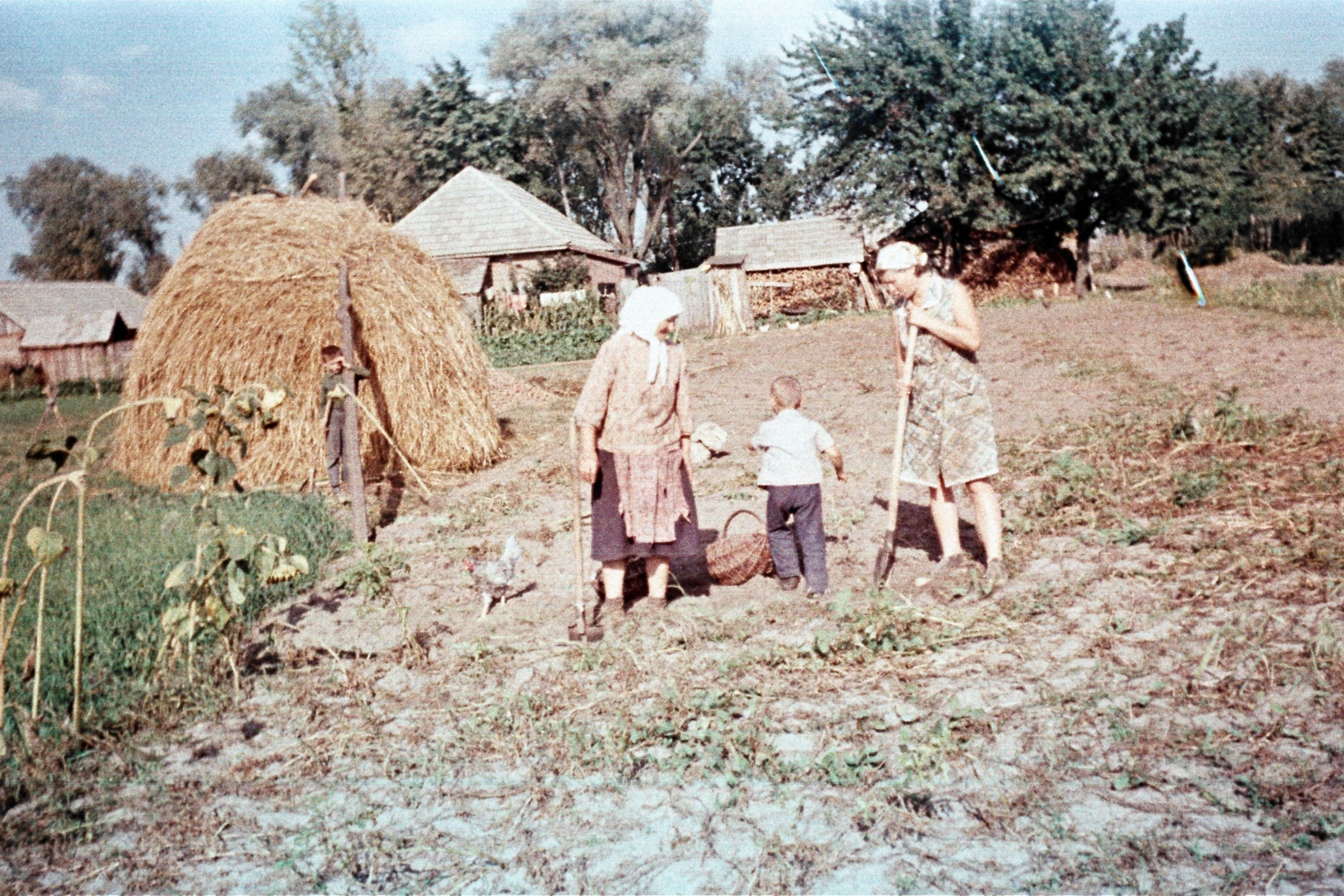
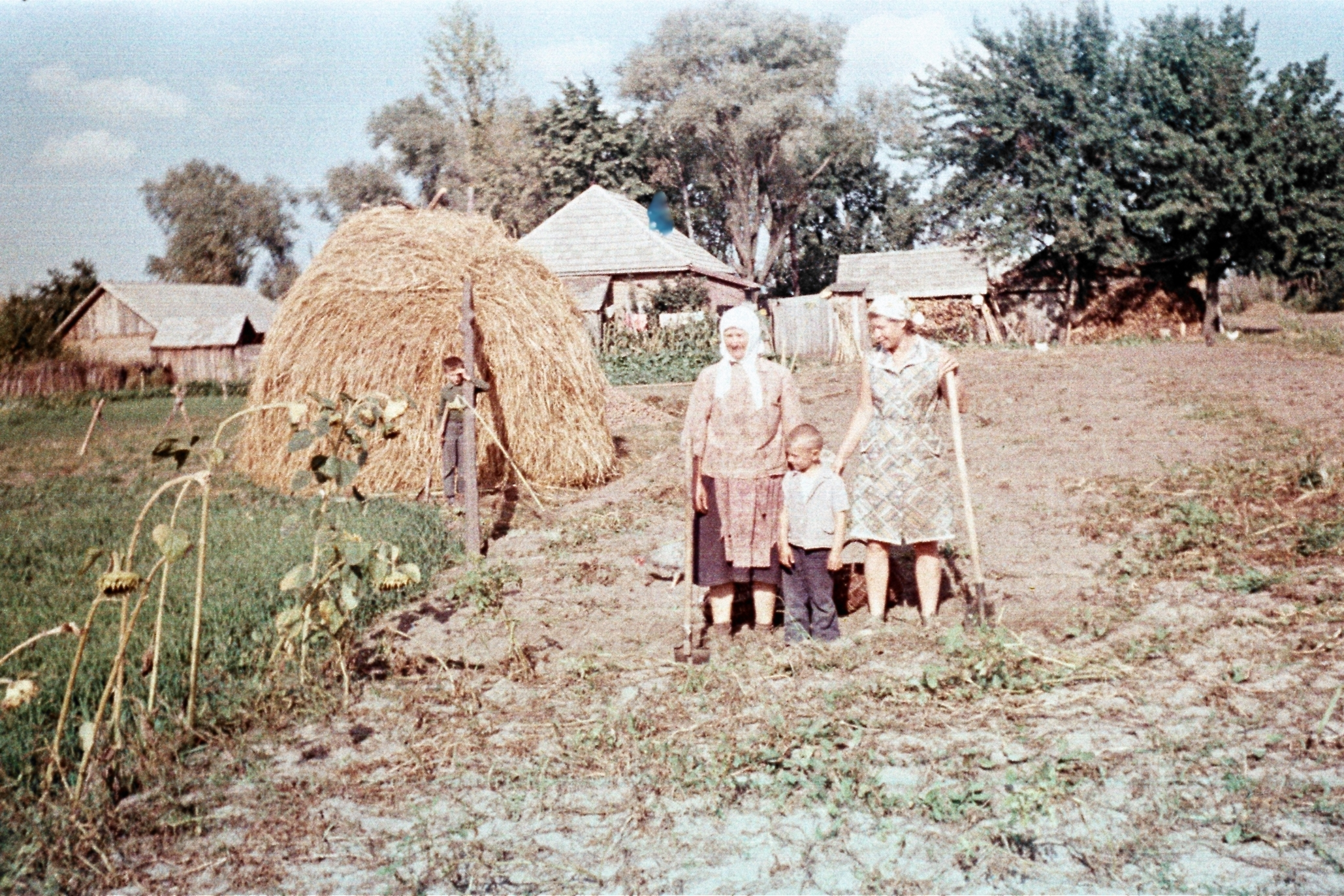
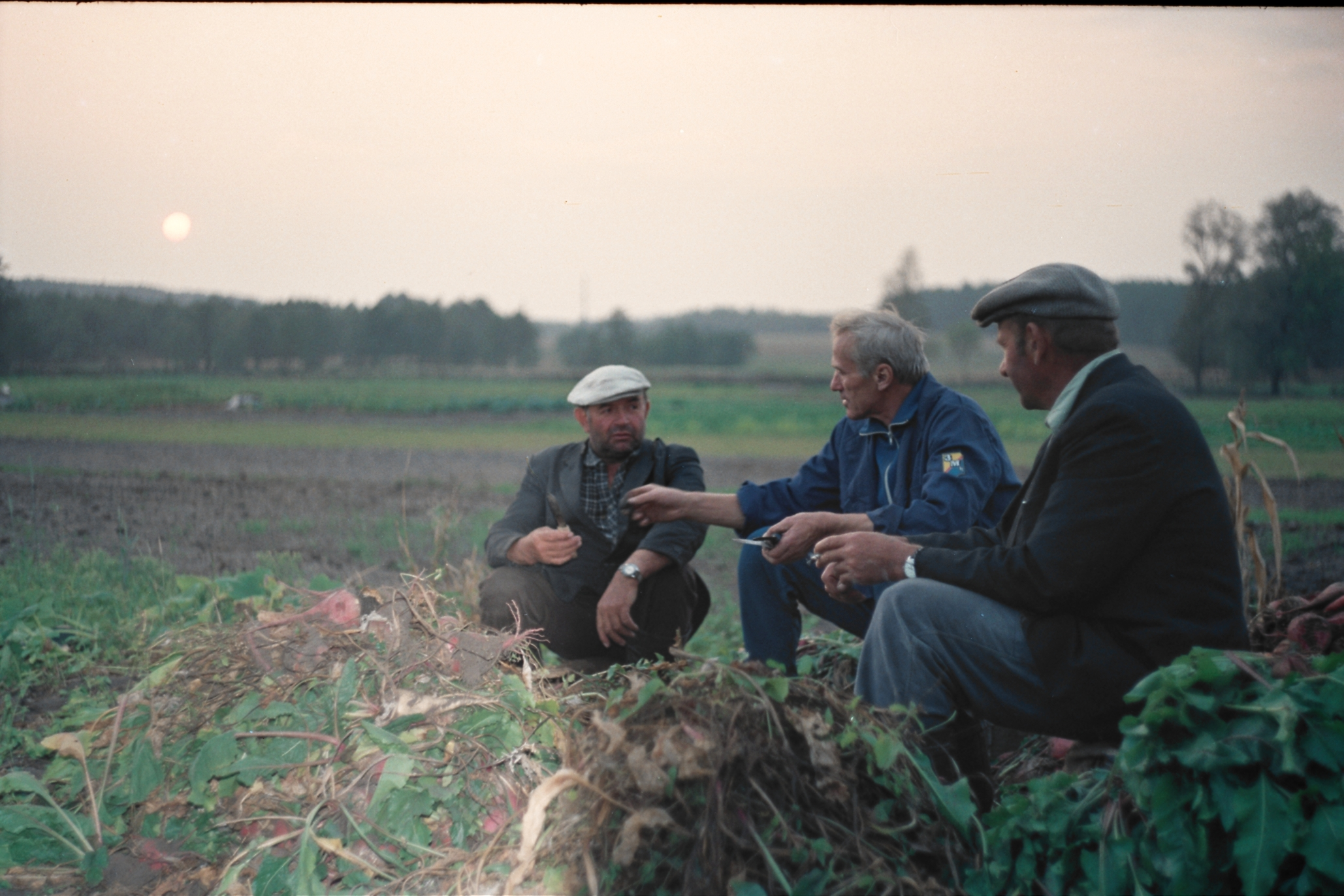
Мешканці села у 1994 році
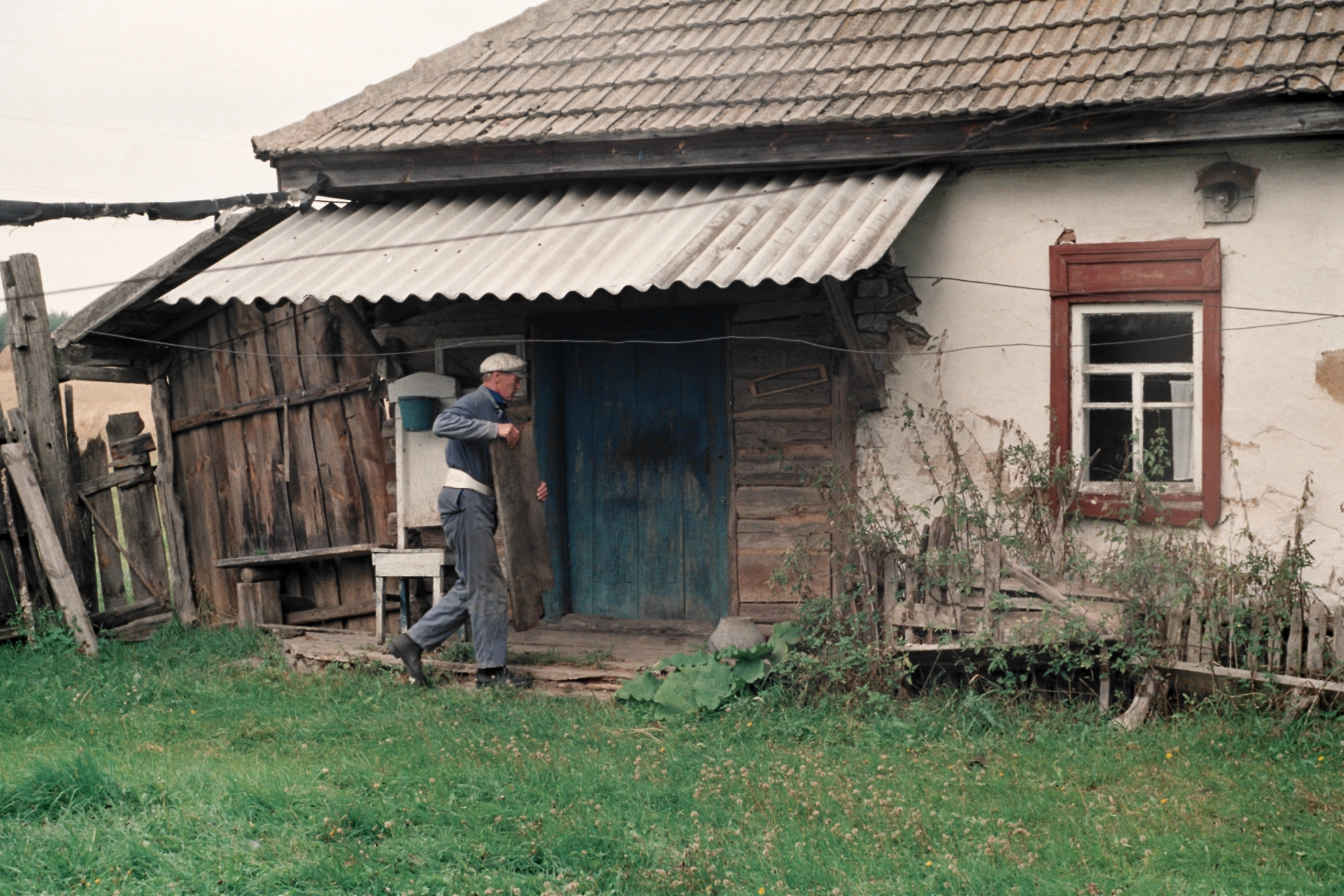
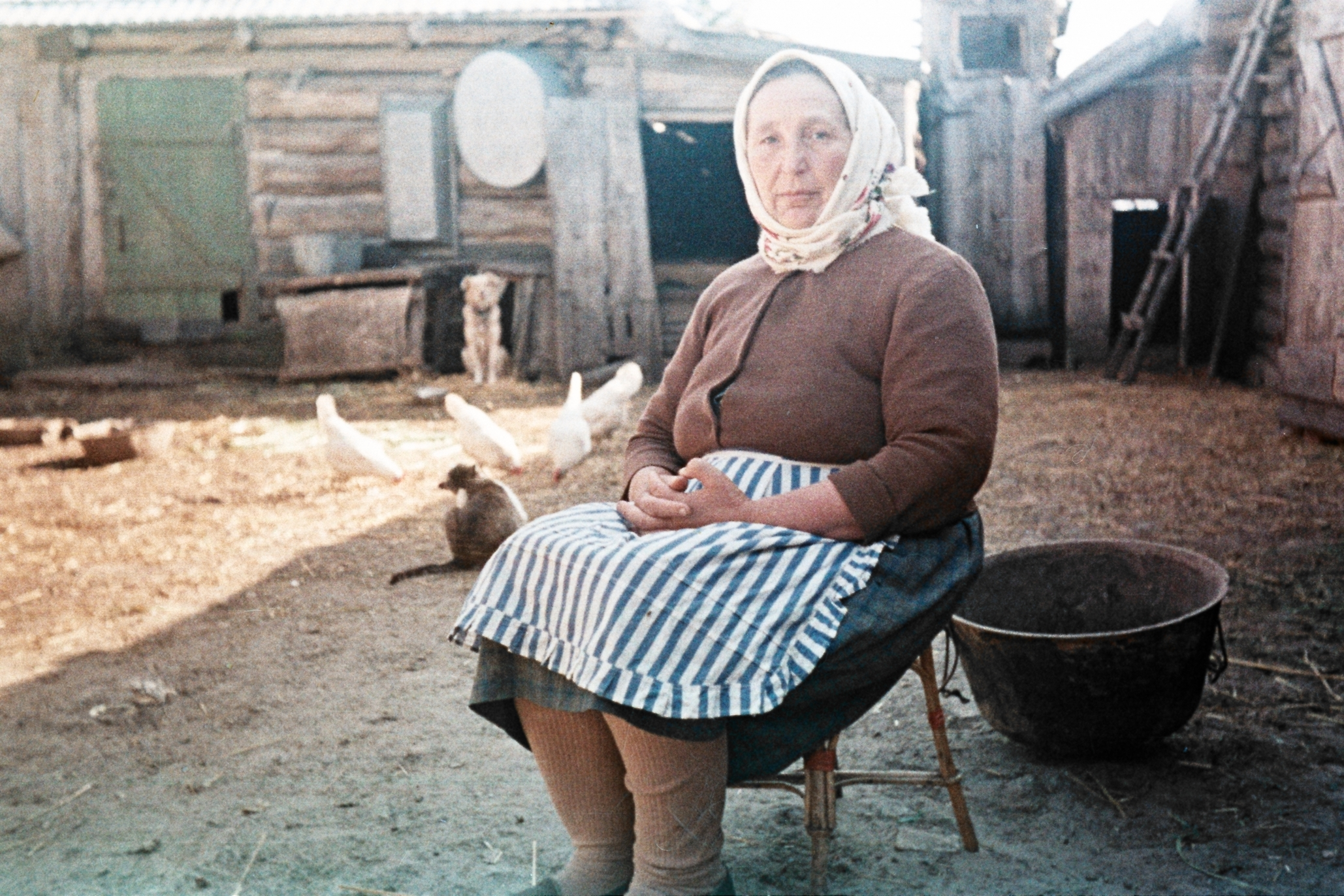
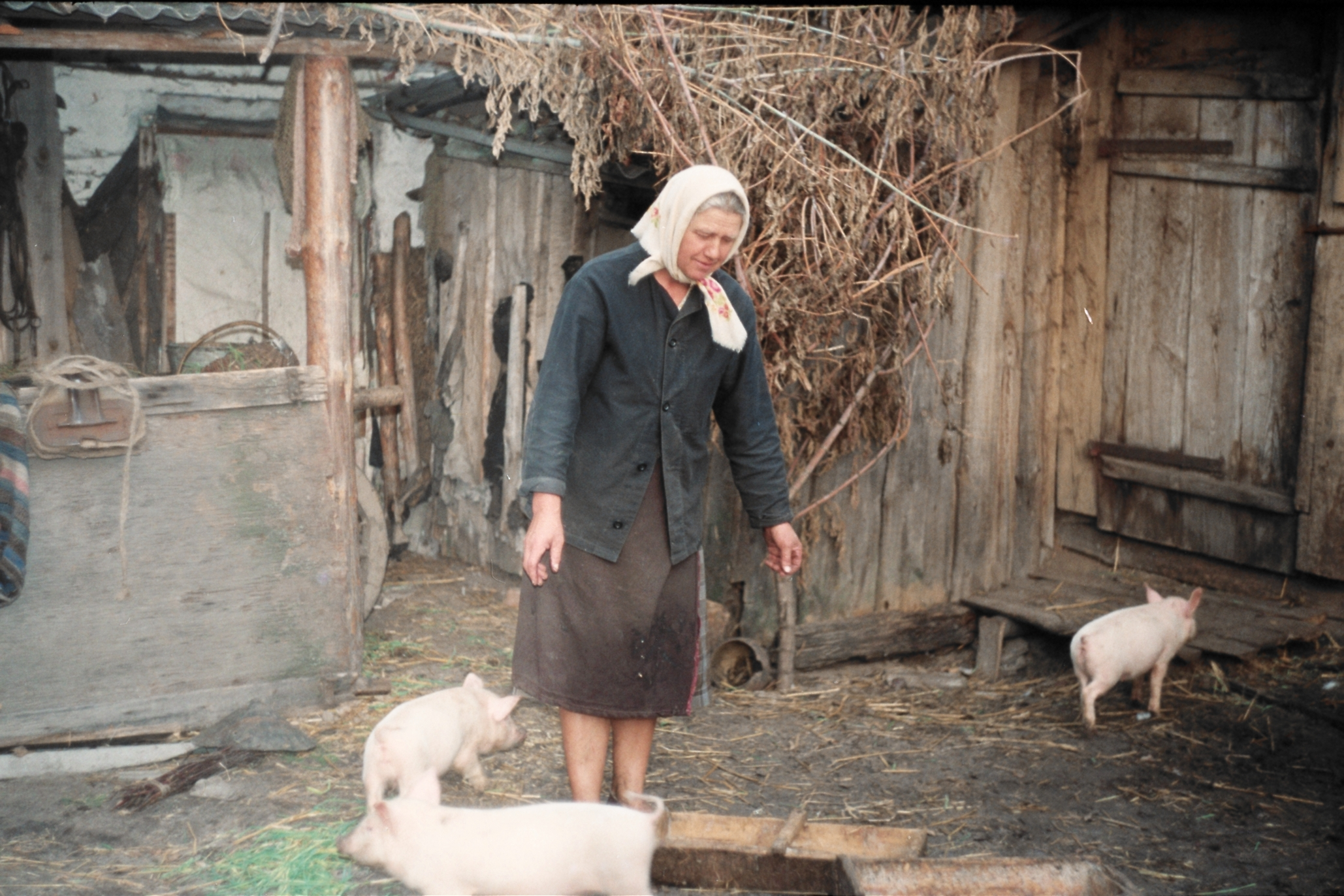
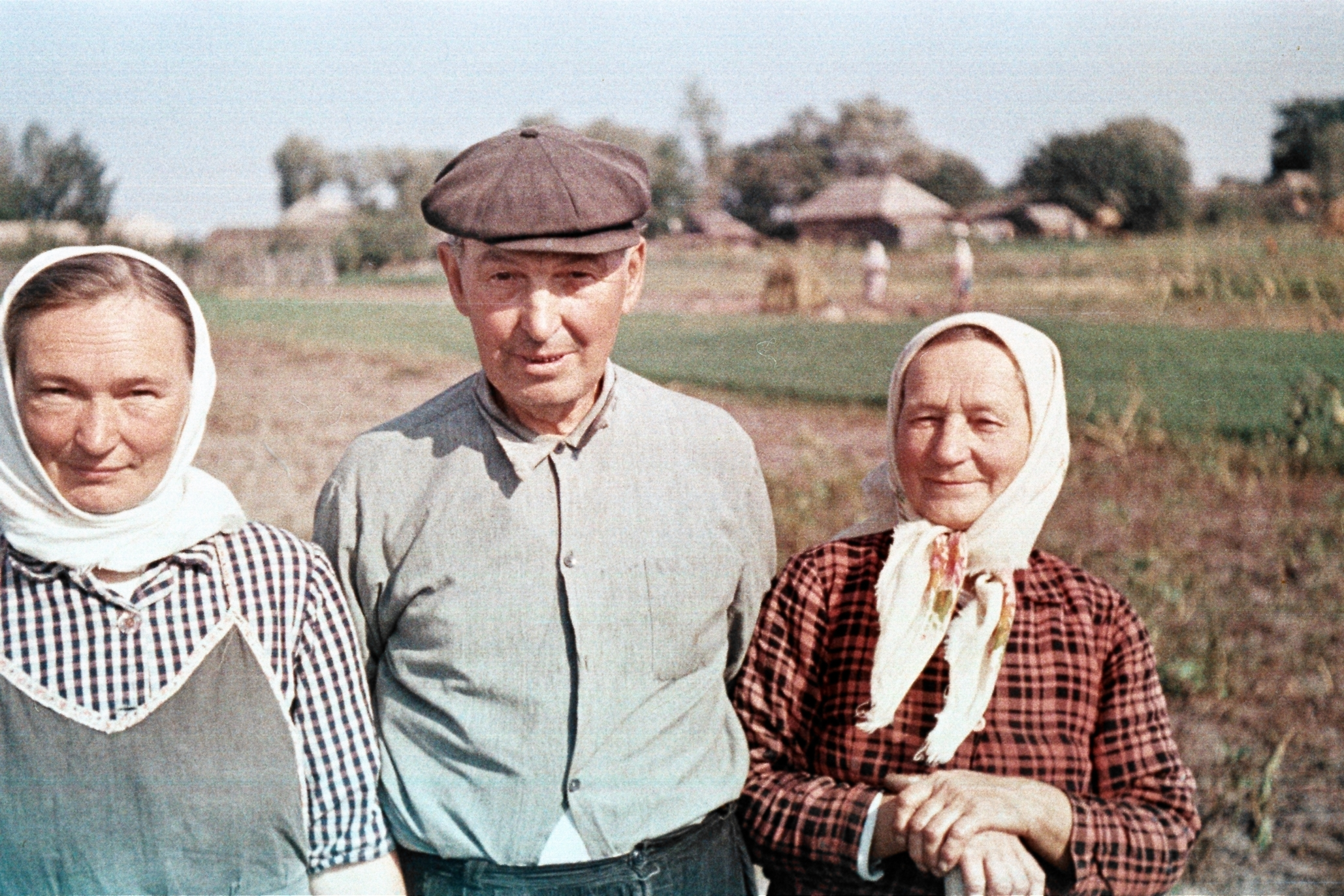
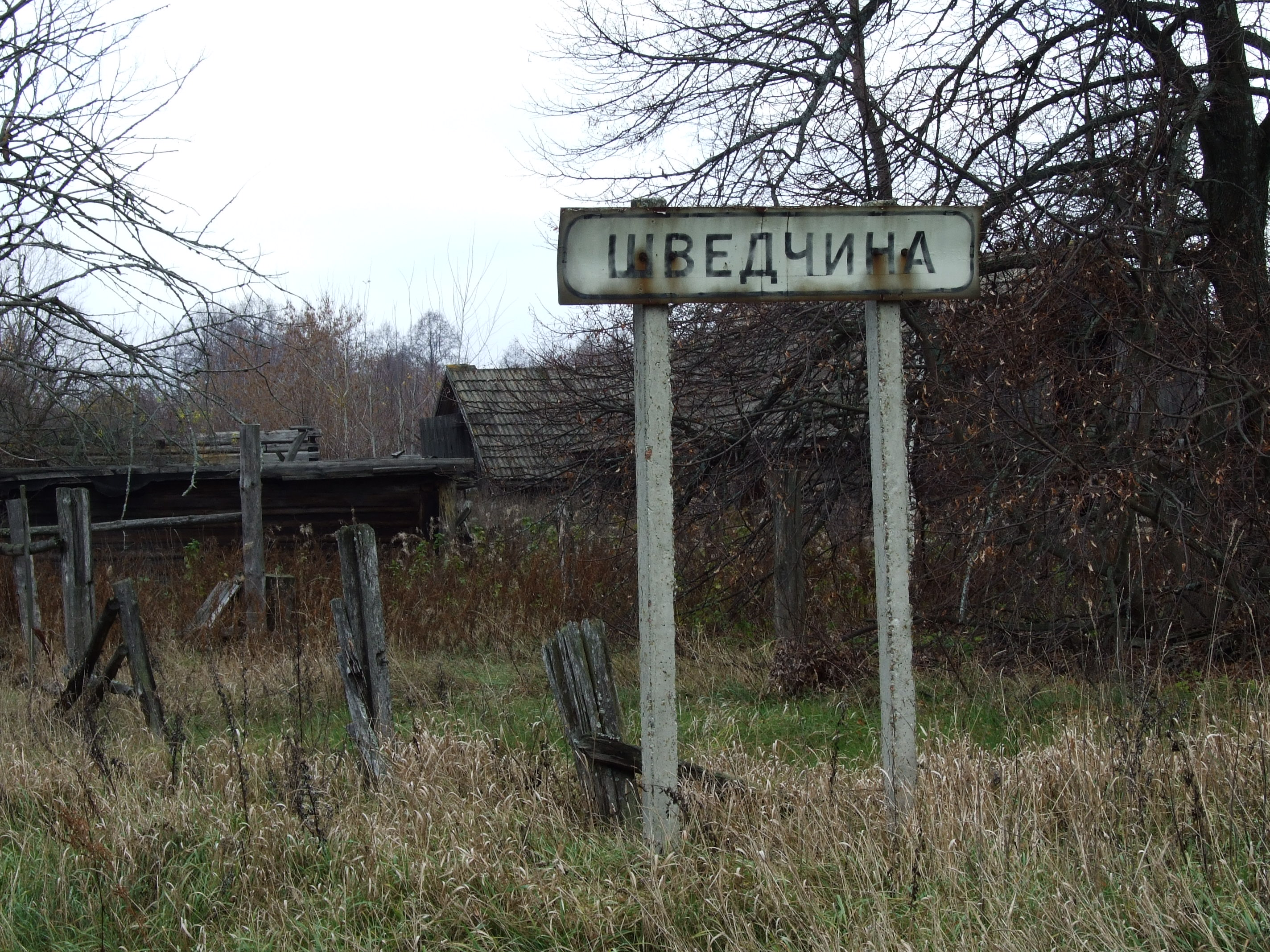
Вказівник села
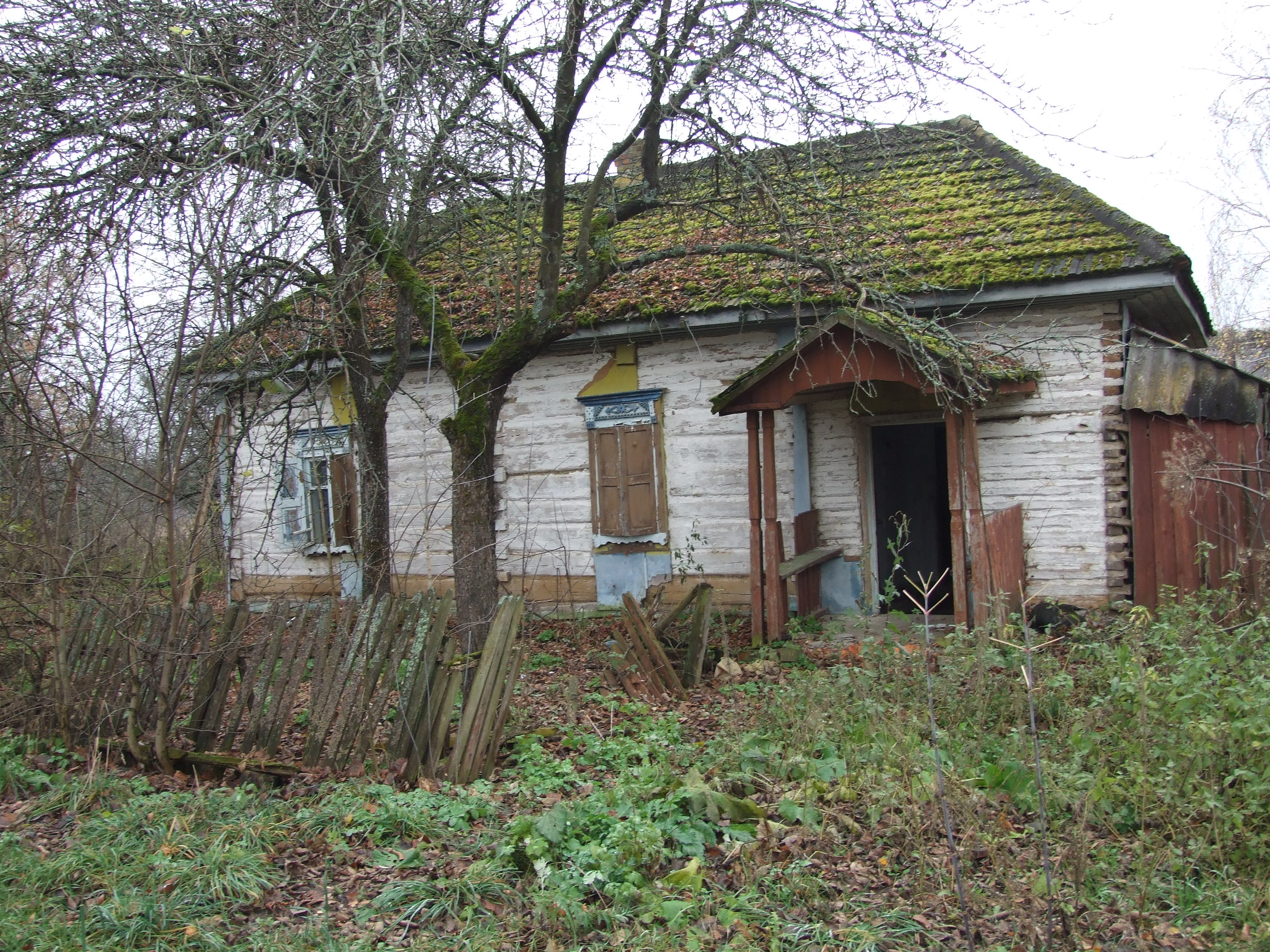
Хата-пустка
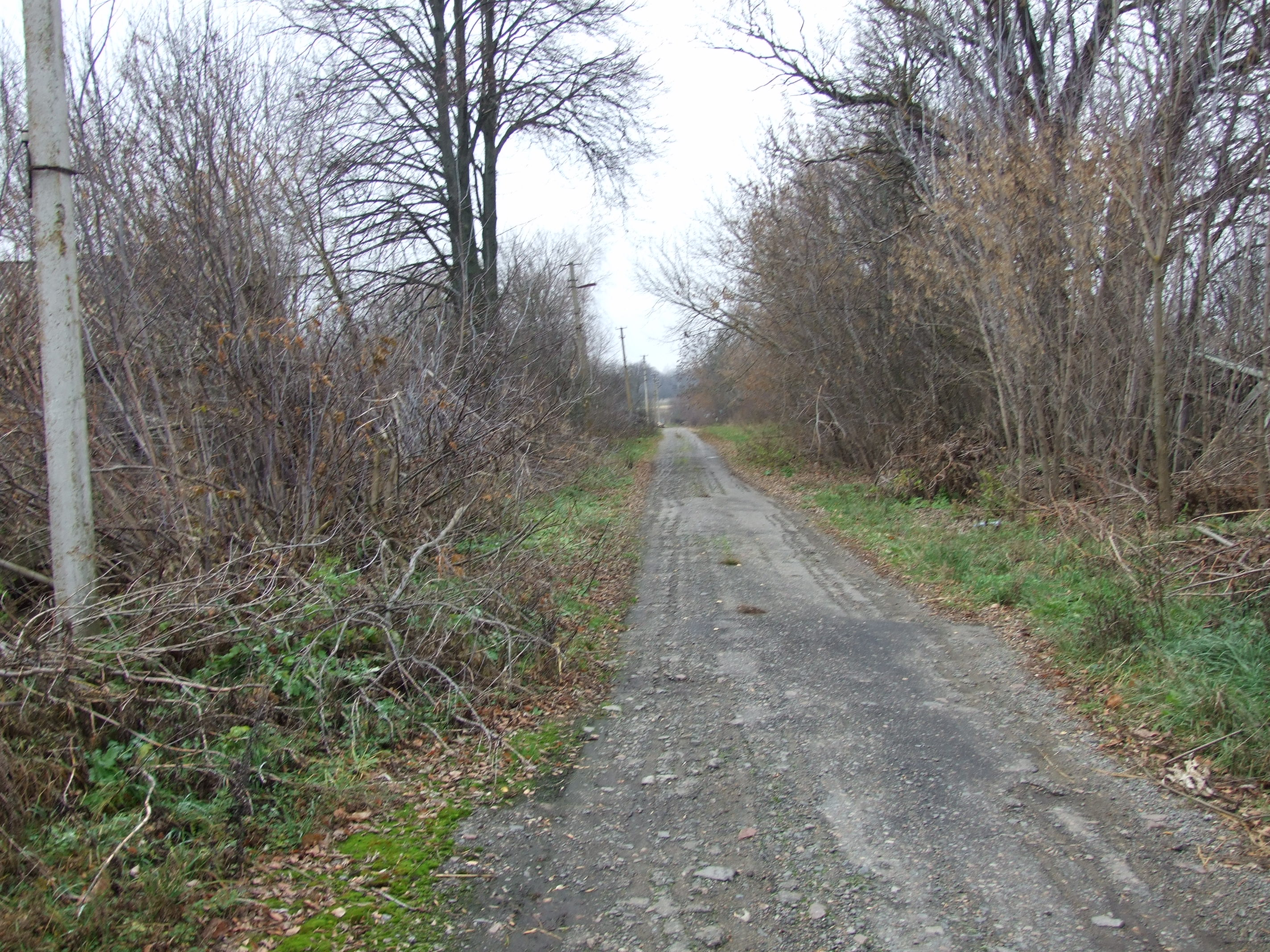
Обіч дороги - хати-пустки
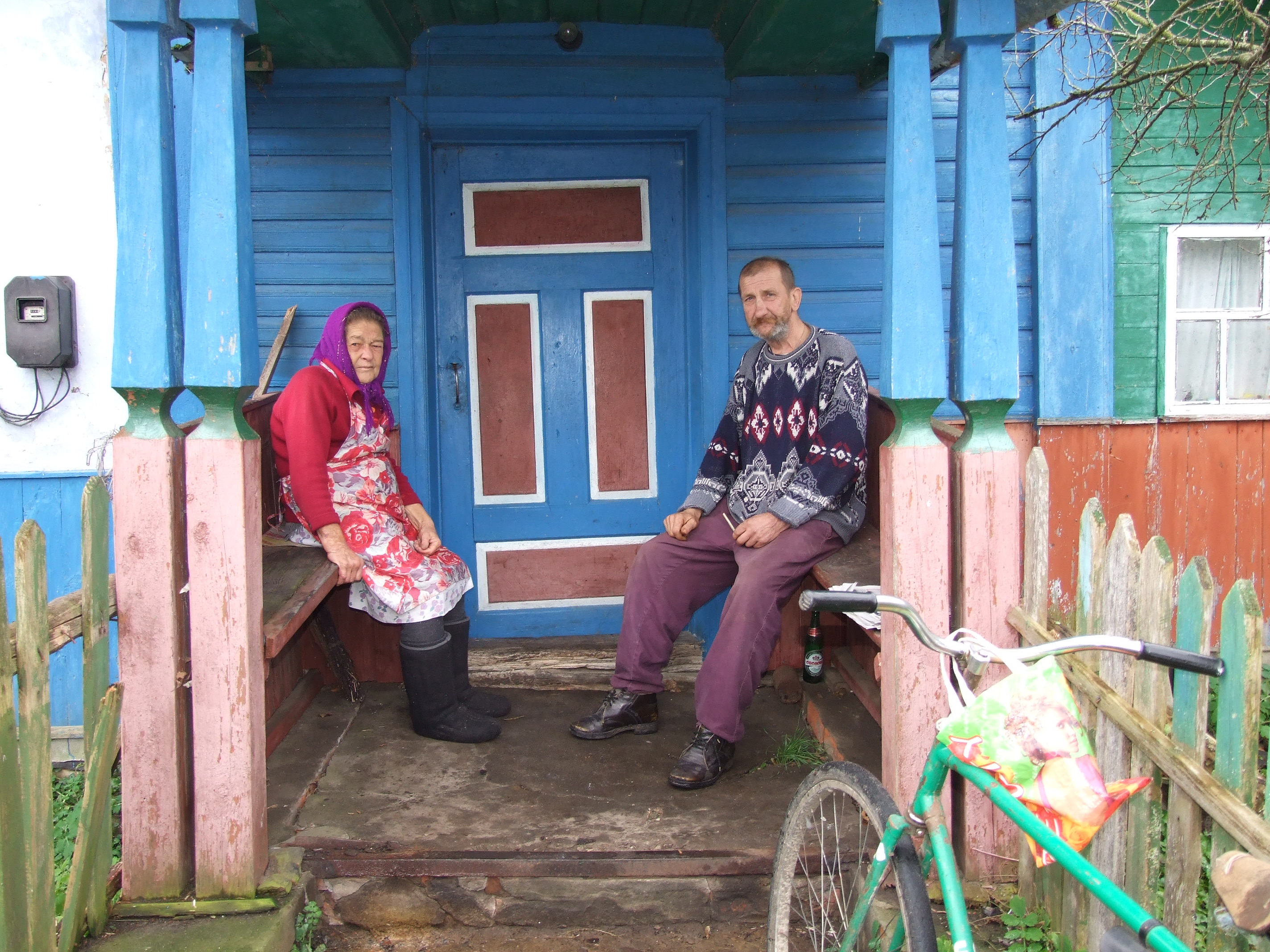
Останні жителі Шведчини у 2012 році